# Gletscherland
Gletscherland (ook: Cantonsland) is een schiereiland in Nationaal park Noordoost-Groenland in het oosten van Groenland. Het is een van de schiereilanden in het fjordensysteem van het Koning Oscarfjord.
Het is vernoemd naar de vele ijskappen en gletsjers van het schiereiland.

## Geografie
Het schiereiland wordt in het noordwesten begrensd door de Hisingergletsjer, in het noorden en noordoosten door het Dicksonfjord, in het zuidoosten door het Rhedinfjord en in het zuiden door de Wahlenberggletsjer. In het westen is het schiereiland verbonden met ander land.
Aan de overzijde van het water/ijs ligt in het noordwesten Goodenoughland, in het noordoosten Suessland en in het zuidoosten Lyellland.
Het Röhssfjord deelt het schiereiland bijna in twee delen.